# 小田辺勝成
小田辺 勝成（こたべ/おたべ かつなり）は、安土桃山時代から江戸時代初期にかけての武将。二本松氏、伊達氏の家臣。

## 略歴
小田辺城を居城としたことから小田辺氏を名乗る。
騎戦で敵を撹乱することに長け、単騎で敵陣に突撃し破ったことから「乗込大学」の異名をとった。朋輩の石川実光は歩戦での防戦に長じたので「不屬の弥平」と呼ばれた。
主家・二本松氏の滅亡後に浪人するが、慶長3年（1598年）に片倉景綱を通じて伊達政宗に仕官し、300石を領し武頭役となる。
慶長5年（1600年）の慶長出羽合戦においては、留守政景に従軍して最上義光の救援に向かい、石川実光と共に上杉軍の総大将・直江兼続と対峙した。城に登った勝成と実光の赤と黒の琵琶の旗を見て「琵琶の旗は勇名を馳せる小田辺と石川の二人か。琵琶は音を鳴らすものだ。鳴らすのをすなわち引くという。敵を見て引く勇士と言う意味か」とあざけった。しかし勝成は「琵琶は筐（かたみ＝竹で編んだ目の細かいかご）に納めたら引かないということの象徴だ」と反論し、兼続は発言を恥じて謝った。
大坂の陣にも従軍し功があり、元和2年（1616年）に隠居料を与えられた。